# Torneo Clausura de Primera B 2022 (Liga Catamarqueña)
El Torneo Clausura 2022 de Primera B, organizado por la Liga Catamarqueña de Fútbol, será el segundo torneo del año 2022. Inició el 16 de septiembre y finalizó el 11 de noviembre.
Lo disputaron los nueve equipos pertenecientes a dicha división. El campeón obtuvo una plaza al próximo Torneo Provincial y una suma total de $250.000 pesos.
El nuevo participante fue el equipo descendido del Torneo Anual de Primera División 2022: Rivadavia de Huillapima, que hará su estreno en esta categoría.
El sorteo del fixture se realizó el 16 de agosto en la sede de la Liga.
Consagró campeón a Estudiantes de La Tablada, que obtuvo su sexto título. Clasificó, así, al Torneo Provincial 2023. 

## Ascensos y descensos
| Pos. | Descendido de la Primera División 2022 |
| ---- | -------------------------------------- |
| 12.º | Rivadavia (Huillapima)                 |

| Pos. | Ascendido de la Primera B 2022 |
| ---- | ------------------------------ |
| 1.º  | San Isidro (Nueva Coneta)      |

## Formato
Los 9 equipos jugarán 8 partidos cada uno a lo largo de 9 fechas, en una sola rueda, bajo el sistema de todos contra todos. En este torneo se usará el sistema de puntos, de acuerdo a la reglamentación de la Internacional F. A. Board, asignándose tres puntos al equipo que resulte ganador, un punto a cada uno en caso de empate y cero puntos al perdedor. 
El club que se ubicó en el primer puesto, se consagró campeón y tuvo el derecho a disputar el Torneo Provincial 2023.
El orden de clasificación de los equipos, se determinará en una tabla de cómputo general, de la siguiente manera:
- 1) Mayor cantidad de puntos.
- 2) Mejor performance en los partidos que se enfrentaron entre sí en cada etapa; en caso de igualdad;
- 3) Mayor diferencia de goles; en caso de igualdad;
- 4) Mayor cantidad de goles a favor; en caso de igualdad;
- 5) Sorteo.

En caso de que la igualdad, sea de más de dos equipos, esta se dejará reducida a dos clubes, de acuerdo al orden de clasificación de los equipos determinado anteriormente.
Premios
La Liga Catamarqueña confirmó cómo se repartirá el $1.500.000 aportado por la Secretaría de Deportes, para los equipos que finalicen entre los primeros cuatro lugares de la Tabla de Posiciones.
- El equipo que se consagró campeón se lleó una suma total de $250.000
- El subcampeón se llevó una suma total de $150.000
- El tercero se llevó una suma total de $120.000
- El cuarto se llevó una suma total de $80.000

## Equipos participantes
| Nombre del club                                          | Ciudad                              | Departamento | Fundación               |
| -------------------------------------------------------- | ----------------------------------- | ------------ | ----------------------- |
| Club Fiel, Deportiva, Social y Cultural Asociación Civil | San Fernando del Valle de Catamarca | Capital      | 21 de abril de 2007     |
| Club Deportivo Valle Chico                               | San Fernando del Valle de Catamarca | Capital      | 22 de febrero de 2017   |
| Club Atlético Estudiantes de La Tablada                  | San Fernando del Valle de Catamarca | Capital      | 1 de agosto de 1951     |
| Club Atlético Independiente                              | Huillapima                          | Capayán      | 17 de julio de 1993     |
| Club Atlético Liberal Argentino                          | San Fernando del Valle de Catamarca | Capital      | 13 de julio de 1963     |
| Club Social y Deportivo Parque Daza                      | San Fernando del Valle de Catamarca | Capital      | 10 de diciembre de 1961 |
| Club Atlético Rivadavia                                  | Huillapima                          | Capayán      | 9 de julio de 1923      |
| Club Sportivo y Cultural San Martín                      | Chumbicha                           | Capayán      | 1 de noviembre de 1958  |
| Club Atlético Sarmiento                                  | San Fernando del Valle de Catamarca | Capital      | 12 de junio de 1912     |

### Distribución geográfica de los equipos
| Departamento | Cant. | Equipos                                                                                                  |
| ------------ | ----- | --- |
| Capital      | 6     | Club Fiel, Deportivo Valle Chico, Estudiantes de La Tablada, Liberal Argentino, Parque Daza y Sarmiento. |
| Capayán      | 3     | Independiente (Huillapima), Rivadavia (Huillapima) y San Martín (Chumbicha).                             |
| Total        | 9     | |

## Entrenadores
| Equipo                     | Entrenador        |
| -------------------------- | ----------------- |
| Club Fiel                  | Manuel Vivanco    |
| Deportivo Valle Chico      | Jorge Barrionuevo |
| Estudiantes de La Tablada  | Lucas Bazán       |
| Independiente (Huillapima) | Ariel Aramburu    |
| Liberal Argentino          | Raúl Soria        |
| Parque Daza                | Damián Lobos      |
| Rivadavia (Huillapima)     | Fernando Cornejo  |
| San Martín (Chumbicha)     | Exequiel Oconor   |
| Sarmiento                  | Pablo Maturano    |

## Estadios
| | | | | |
| | | | | |
| Estadio Malvinas Argentinas Ciudad: Catamarca Capacidad: 6 500 espectadores Propietario: Liga Catamarqueña de Fútbol | Polideportivo Municipal de Chumbicha Ciudad: Chumbicha Capacidad: 3 000 espectadores Propietario: Municipalidad de Capayán | Estadio Sarmiento Ciudad: Catamarca Capacidad: 300 espectadores Propietario: Club Atlético Sarmiento | Estadio Independiente (H) Ciudad: Huillapima Capacidad: 200 espectadores Propietario: Club Atlético Independiente (H) | Estadio Independiente (C) Ciudad: Catamarca Capacidad: 100 espectadores Propietario: Club Atlético Independiente (C) |

## Competición

### Tabla de posiciones
| Pos. | Equipo                     | Pts. | PJ | PG | PE | PP | GF | GC | Dif. |
| ---- | -------------------------- | ---- | -- | -- | -- | -- | -- | -- | ---- |
| 1.º  | Estudiantes de La Tablada  | 21   | 8  | 7  | 0  | 1  | 15 | 8  | 7    |
| 2.º  | Independiente (Huillapima) | 16   | 8  | 5  | 1  | 2  | 18 | 10 | 8    |
| 3.º  | Sarmiento                  | 15   | 8  | 4  | 3  | 1  | 14 | 8  | 6    |
| 4.º  | Rivadavia (Huillapima)     | 14   | 8  | 4  | 2  | 2  | 15 | 9  | 6    |
| 5.º  | Deportivo Valle Chico      | 11   | 8  | 3  | 2  | 3  | 12 | 13 | −1   |
| 6.º  | Liberal Argentino          | 7    | 8  | 1  | 4  | 3  | 6  | 10 | −4   |
| 7.º  | San Martín (Chumbicha)     | 7    | 8  | 2  | 1  | 5  | 11 | 16 | −5   |
| 8.º  | Club Fiel                  | 7    | 8  | 2  | 1  | 5  | 8  | 13 | −5   |
| 9.º  | Parque Daza                | 3    | 8  | 1  | 0  | 7  | 9  | 21 | −12  |

|  | Campeón. Clasificado al Torneo Provincial 2023. |

|  |

#### Evolución de las posiciones
| Equipo / Fecha             | 1 | 2 | 3 | 4 | 5 | 6 | 7 | 8 | 9 |
| -------------------------- | - | - | - | - | - | - | - | - | - |
| Club Fiel                  | 6 | 7 | 7 | 8 | 5 | 6 | 6 | 6 | 8 |
| Deportivo Valle Chico      | 9 | 6 | 5 | 5 | 7 | 4 | 5 | 5 | 5 |
| Estudiantes de La Tablada  | 4 | 2 | 2 | 1 | 1 | 1 | 1 | 1 | 1 |
| Independiente (Huillapima) | 1 | 1 | 1 | 2 | 4 | 5 | 4 | 4 | 2 |
| Liberal Argentino          | 5 | 8 | 6 | 6 | 6 | 7 | 7 | 8 | 6 |
| Parque Daza                | 2 | 5 | 8 | 7 | 8 | 8 | 9 | 9 | 9 |
| Rivadavia (Huillapima)     | 2 | 4 | 4 | 3 | 2 | 2 | 3 | 2 | 4 |
| San Martín (Chumbicha)     | 6 | 9 | 9 | 9 | 9 | 9 | 8 | 7 | 7 |
| Sarmiento                  | 8 | 3 | 3 | 4 | 3 | 3 | 2 | 3 | 3 |

     Equipo libre de la fecha.
| 1. |

### Resultados
| Fecha 1                         | Fecha 1   | Fecha 1                   | Fecha 1           | Fecha 1          | Fecha 1 |
| Local                           | Resultado | Visita                    | Estadio           | Fecha            | Hora    |
| ------------------------------- | --------- | ------------------------- | ----------------- | ---------------- | ------- |
| Sarmiento                       | 1 - 2     | Estudiantes de La Tablada | Sarmiento         | 16 de Septiembre | 14:30   |
| Rivadavia (Huillapima)          | 3 - 2     | San Martín (Chumbicha)    | Independiente (H) | 16 de Septiembre | 15:00   |
| Club Fiel                       | 2 - 3     | Parque Daza               | Sarmiento         | 16 de Septiembre | 16:30   |
| Independiente (Huillapima)      | 3 - 1     | Deportivo Valle Chico     | Independiente (H) | 17 de septiembre | 15:00   |
| Equipo Libre: Liberal Argentino |           |                           |                   |                  |         |

| Fecha 2                              | Fecha 2   | Fecha 2                    | Fecha 2                              | Fecha 2          | Fecha 2 |
| Local                                | Resultado | Visita                     | Estadio                              | Fecha            | Hora    |
| ------------------------------------ | --------- | -------------------------- | ------------------------------------ | ---------------- | ------- |
| Deportivo Valle Chico                | 2 - 1     | Club Fiel                  | Malvinas Argentinas                  | 23 de septiembre | 14:30   |
| Parque Daza                          | 1 - 3     | Sarmiento                  | Sarmiento                            | 23 de septiembre | 14:30   |
| Estudiantes de La Tablada            | 2 - 0     | Liberal Argentino          | Sarmiento                            | 23 de septiembre | 16:30   |
| San Martín (Chumbicha)               | 0 - 3     | Independiente (Huillapima) | Polideportivo Municipal de Chumbicha | 24 de septiembre | 14:30   |
| Equipo Libre: Rivadavia (Huillapima) |           |                            |                                      |                  |         |

| Fecha 3                                 | Fecha 3   | Fecha 3                | Fecha 3             | Fecha 3          | Fecha 3 |
| Local                                   | Resultado | Visita                 | Estadio             | Fecha            | Hora    |
| --------------------------------------- | --------- | ---------------------- | ------------------- | ---------------- | ------- |
| Sarmiento                               | 1 - 1     | Deportivo Valle Chico  | Sarmiento           | 30 de septiembre | 14:30   |
| Club Fiel                               | 1 - 0     | San Martín (Chumbicha) | Sarmiento           | 30 de septiembre | 16:30   |
| Independiente (Huillapima)              | 0 - 0     | Rivadavia (Huillapima) | Independiente (H)   | 1 de octubre     | 16:00   |
| Liberal Argentino                       | 3 - 1     | Parque Daza            | Malvinas Argentinas | 2 de octubre     | 14:30   |
| Equipo Libre: Estudiantes de La Tablada |           |                        |                     |                  |         |

| Fecha 4                                  | Fecha 4   | Fecha 4                   | Fecha 4                              | Fecha 4      | Fecha 4 |
| Local                                    | Resultado | Visita                    | Estadio                              | Fecha        | Hora    |
| ---------------------------------------- | --------- | ------------------------- | ------------------------------------ | ------------ | ------- |
| Parque Daza                              | 1 - 2     | Estudiantes de La Tablada | Malvinas Argentinas                  | 8 de octubre | 14:30   |
| San Martín (Chumbicha)                   | 1 - 2     | Sarmiento                 | Polideportivo Municipal de Chumbicha | 8 de octubre | 15:30   |
| Rivadavia (Huillapima)                   | 3 - 0     | Club Fiel                 | Independiente (H)                    | 8 de octubre | 16:00   |
| Deportivo Valle Chico                    | 0 - 0     | Liberal Argentino         | Malvinas Argentinas                  | 9 de octubre | 14:30   |
| Equipo Libre: Independiente (Huillapima) |           |                           |                                      |              |         |

| Fecha 5                   | Fecha 5   | Fecha 5                    | Fecha 5             | Fecha 5       | Fecha 5 |
| Local                     | Resultado | Visita                     | Estadio             | Fecha         | Hora    |
| ------------------------- | --------- | -------------------------- | ------------------- | ------------- | ------- |
| Estudiantes de La Tablada | 2 - 1     | Deportivo Valle Chico      | Malvinas Argentinas | 13 de octubre | 19:00   |
| Liberal Argentino         | 2 - 2     | San Martín (Chumbicha)     | Independiente (C)   | 14 de octubre | 14:30   |
| Sarmiento                 | 1 - 1     | Rivadavia (Huillapima)     | Sarmiento           | 14 de octubre | 14:30   |
| Club Fiel                 | 4 - 2     | Independiente (Huillapima) | Sarmiento           | 14 de octubre | 16:30   |
| Equipo Libre: Parque Daza |           |                            |                     |               |         |

| Fecha 6                    | Fecha 6   | Fecha 6                   | Fecha 6                              | Fecha 6       | Fecha 6 |
| Local                      | Resultado | Visita                    | Estadio                              | Fecha         | Hora    |
| -------------------------- | --------- | ------------------------- | ------------------------------------ | ------------- | ------- |
| Deportivo Valle Chico      | 2 - 1     | Parque Daza               | Sarmiento                            | 21 de octubre | 16:00   |
| Rivadavia (Huillapima)     | 1 - 0     | Liberal Argentino         | Independiente (H)                    | 22 de octubre | 14:30   |
| Independiente (Huillapima) | 1 - 3     | Sarmiento                 | Independiente (H)                    | 22 de octubre | 16:30   |
| San Martín (Chumbicha)     | 1 - 3     | Estudiantes de La Tablada | Polideportivo Municipal de Chumbicha | 22 de octubre | 16:45   |
| Equipo Libre: Club Fiel    |           |                           |                                      |               |         |

| Fecha 7                             | Fecha 7   | Fecha 7                    | Fecha 7             | Fecha 7       | Fecha 7 |
| Local                               | Resultado | Visita                     | Estadio             | Fecha         | Hora    |
| ----------------------------------- | --------- | -------------------------- | ------------------- | ------------- | ------- |
| Estudiantes de La Tablada           | 2 - 1     | Rivadavia (Huillapima)     | Malvinas Argentinas | 27 de octubre | 19:00   |
| Liberal Argentino                   | 0 - 3     | Independiente (Huillapima) | Independiente (C)   | 28 de octubre | 14:30   |
| Sarmiento                           | 2 - 0     | Club Fiel                  | Sarmiento           | 28 de octubre | 14:30   |
| Parque Daza                         | 1 - 3     | San Martín (Chumbicha)     | Sarmiento           | 28 de octubre | 16:30   |
| Equipo Libre: Deportivo Valle Chico |           |                            |                     |               |         |

| Fecha 8                    | Fecha 8   | Fecha 8                   | Fecha 8                              | Fecha 8        | Fecha 8 |
| Local                      | Resultado | Visita                    | Estadio                              | Fecha          | Hora    |
| -------------------------- | --------- | ------------------------- | ------------------------------------ | -------------- | ------- |
| Club Fiel                  | 0 - 0     | Liberal Argentino         | Malvinas Argentinas                  | 3 de noviembre | 19:00   |
| Rivadavia (Huillapima)     | 3 - 0     | Parque Daza               | Independiente (H)                    | 5 de noviembre | 15:00   |
| San Martín (Chumbicha)     | 2 - 1     | Deportivo Valle Chico     | Polideportivo Municipal de Chumbicha | 5 de noviembre | 16:00   |
| Independiente (Huillapima) | 3 - 1     | Estudiantes de La Tablada | Independiente (H)                    | 5 de noviembre | 17:00   |
| Equipo Libre: Sarmiento    |           |                           |                                      |                |         |

| Fecha 9                              | Fecha 9   | Fecha 9                    | Fecha 9             | Fecha 9         | Fecha 9 |
| Local                                | Resultado | Visita                     | Estadio             | Fecha           | Hora    |
| ------------------------------------ | --------- | -------------------------- | ------------------- | --------------- | ------- |
| Parque Daza                          | 1 - 3     | Independiente (Huillapima) | Malvinas Argentinas | 10 de noviembre | 19:00   |
| Liberal Argentino                    | 1 - 1     | Sarmiento                  | Malvinas Argentinas | 10 de noviembre | 21:00   |
| Deportivo Valle Chico                | 4 - 3     | Rivadavia (Huillapima)     | Malvinas Argentinas | 11 de noviembre | 19:00   |
| Estudiantes de La Tablada            | 1 - 0     | Club Fiel                  | Malvinas Argentinas | 11 de noviembre | 21:00   |
| Equipo Libre: San Martín (Chumbicha) |           |                            |                     |                 |         |

| 1. |

|                                                   |
| Club Atlético Estudiantes de La Tablada 6° título |
| Campeón Torneo Clausura 2022 (Primera B)          |

## Estadísticas

### Goleadores
| Jugador           | Equipo                     | Goles |
| ----------------- | -------------------------- | ----- |
| Segundo Gutiérrez | Estudiantes de La Tablada  | 8     |
| Fernando Pedraza  | Independiente (Huillapima) | 5     |
| Carlos Moya       | Club Fiel                  | 3     |
| Damián Nieva      | Parque Daza                | 3     |
| Juan López        | Sarmiento                  | 3     |
| Juan Quiroga      | Deportivo Valle Chico      | 3     |

| Axel Sosa              | Liberal Argentino          | 2 |
| Braian Emanuel Ramírez | Rivadavia (Huillapima)     | 2 |
| Carlos Romero          | Independiente (Huillapima) | 2 |
| Daniel Castillo        | Independiente (Huillapima) | 2 |
| Darío Barrera          | Estudiantes de La Tablada  | 2 |
| Darío Romero           | San Martín (Chumbicha)     | 2 |
| Facundo Chasampi       | Deportivo Valle Chico      | 2 |
| Gastón Quiroga         | Sarmiento                  | 2 |
| Jonathan Barrientos    | Estudiantes de La Tablada  | 2 |
| Lucas Alaníz           | Deportivo Valle Chico      | 2 |
| Matías Oliva           | Sarmiento                  | 2 |
| Matías Singh           | Sarmiento                  | 2 |
| Mauro Velázquez        | Parque Daza                | 2 |
| Sergio Altamirano      | Parque Daza                | 2 |
| Adrián Solohaga        | Liberal Argentino          | 1 |
| Alberto Córdoba        | San Martín (Chumbicha)     | 1 |
| Axel Galíndez          | Estudiantes de La Tablada  | 1 |
| Bruno Bazán            | Club Fiel                  | 1 |
| Carlos Bazán           | Sarmiento                  | 1 |
| Carlos Moya            | Rivadavia (Huillapima)     | 1 |
| Daniel Villacorta      | Independiente (Huillapima) | 1 |
| David Lucero           | Estudiantes de La Tablada  | 1 |
| Emanuel Vergara        | Sarmiento                  | 1 |
| Erick Silva            | Rivadavia (Huillapima)     | 1 |
| Franco Navarro         | San Martín (Chumbicha)     | 1 |
| Gabriel Castillo       | Independiente (Huillapima) | 1 |
| Gaspar Toledo          | Rivadavia (Huillapima)     | 1 |
| Gianfranco Córdoba     | San Martín (Chumbicha)     | 1 |
| Jesús Cruz             | San Martín (Chumbicha)     | 1 |
| Joaquín Pérez          | San Martín (Chumbicha)     | 1 |
| José Silveria          | Rivadavia (Huillapima)     | 1 |
| Juan Abregú            | Club Fiel                  | 1 |
| Juan Romero            | Independiente (Huillapima) | 1 |
| Kevin Romero           | Sarmiento                  | 1 |
| Lautaro Lobo Carmona   | Parque Daza                | 1 |
| Lucas Romero           | Independiente (Huillapima) | 1 |
| Marcelo Silva          | Rivadavia (Huillapima)     | 1 |
| Marcos Salcedo         | Deportivo Valle Chico      | 1 |
| Martín Solohaga        | Liberal Argentino          | 1 |
| Matías Castro          | Sarmiento                  | 1 |
| Mauricio Vargas        | San Martín (Chumbicha)     | 1 |
| Máximo Wendebourg      | Club Fiel                  | 1 |
| Miguel Córdoba         | San Martín (Chumbicha)     | 1 |
| Nair Maturano          | Independiente (Huillapima) | 1 |
| Nehuén Zalazar         | Club Fiel                  | 1 |
| Orlando Castillo       | Independiente (Huillapima) | 1 |
| Rodrigo Córdoba        | Rivadavia (Huillapima)     | 1 |
| Rodrigo Quinteros      | Rivadavia (Huillapima)     | 1 |
| Santiago Nieva         | Club Fiel                  | 1 |
| Tobías Zalazar         | Club Fiel                  | 1 |
| Víctor Maturano        | Independiente (Huillapima) | 1 |

### Autogoles
| Jugador          | Equipo                 | Anot. | Jornada  |
| ---------------- | ---------------------- | ----- | -------- |
| Julio Burgos     | Club Fiel              | 1     | 1ª Fecha |
| Emiliano Córdoba | San Martín (Chumbicha) | 1     | 4ª Fecha |
| Marcos Quinteros | San Martín (Chumbicha) | 1     | 6ª Fecha |

### Tabla Anual
Las tablas de rendimiento no reflejan la clasificación final de los equipos, sino que muestran el rendimiento de los mismos atendiendo a la ronda final alcanzada.
El rendimiento corresponde a la proporción de puntos obtenidos sobre el total de puntos disputados.
| Pos. | Equipos                    | AN. | CL. | Pts. | PJ | PG | PE | PP | GF | GC | Dif | Rend. |
| ---- | -------------------------- | --- | --- | ---- | -- | -- | -- | -- | -- | -- | --- | ----- |
| 1    | Independiente (Huillapima) | 16  | 16  | 32   | 16 | 10 | 2  | 4  | 30 | 15 | 15  | 66.7% |
| 2    | Sarmiento                  | 16  | 15  | 31   | 16 | 9  | 4  | 3  | 27 | 13 | 14  | 64.6% |
| 3    | Estudiantes de La Tablada  | 4   | 21  | 25   | 16 | 8  | 1  | 7  | 23 | 27 | -4  | 52.1% |
| 4    | San Martín (Chumbicha)     | 17  | 7   | 24   | 16 | 7  | 3  | 6  | 25 | 20 | 5   | 50%   |
| 5    | Rivadavia (Huillapima)     | 4   | 14  | 18   | 19 | 5  | 3  | 11 | 19 | 38 | -19 | 31.6% |
| 6    | Club Fiel                  | 10  | 7   | 17   | 16 | 4  | 5  | 7  | 21 | 27 | -6  | 35.4% |
| 7    | Liberal Argentino          | 8   | 7   | 15   | 16 | 3  | 6  | 7  | 11 | 19 | -8  | 31.3% |
| 8    | Deportivo Valle Chico      | 4   | 11  | 15   | 16 | 4  | 3  | 9  | 16 | 29 | -13 | 31.3% |
| 9    | Parque Daza                | 7   | 3   | 10   | 16 | 3  | 1  | 12 | 19 | 36 | -19 | 20.8% |